# Simpang Sari (Babat Toman)
Simpang Sari is een bestuurslaag in het regentschap Musi Banyuasin van de provincie Zuid-Sumatra, Indonesië. Simpang Sari telt 1182 inwoners (volkstelling 2010).